# ورخشه
ورخشه که ورشه یا ورهشه نیز نامیده می‌شود، شهری باستانی در واحه بخارا در سغد بود که در سده ۱ قبل از میلاد بنیان‌گذاری شد. این شهر در ۳۹ کیلومتری شمال غربی بخارا قرار دارد. ورخشه پایتخت سلسله سغدی پادشاهان بخارا یا بخاراخدایان بود. در نهایت این شهر هرگز پس از فتح ماوراءالنهر توسط مسلمانان رونق پیشین خود را بازنیافت. پس از اینکه باستان‌شناسان بریتانیایی در دهه ۱۸۲۰ تحقیق در مورد این مکان را آغاز کردند، این شهر به‌عنوان اولین محوطه باستان‌شناسی سغدی شناخته شد که در ادبیات اروپایی ذکر شده است.

## نقاشی‌های دیواری
نقاشی‌های دیواری متعلق به سده هشتم میلادی از محوطه کاخ به دست آمده است. این نقاشی‌ها یک پادشاه و همراهانش را نشان می‌دهند که بر فیل سوار هستند و با ببرها و جانوران هیولایی می‌جنگند.

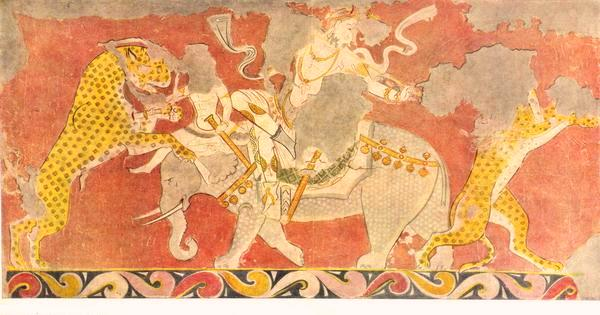
نقاشی دیواری از اتاق قرمز کاخ ورخشه. موزه هنرهای ازبکستان.
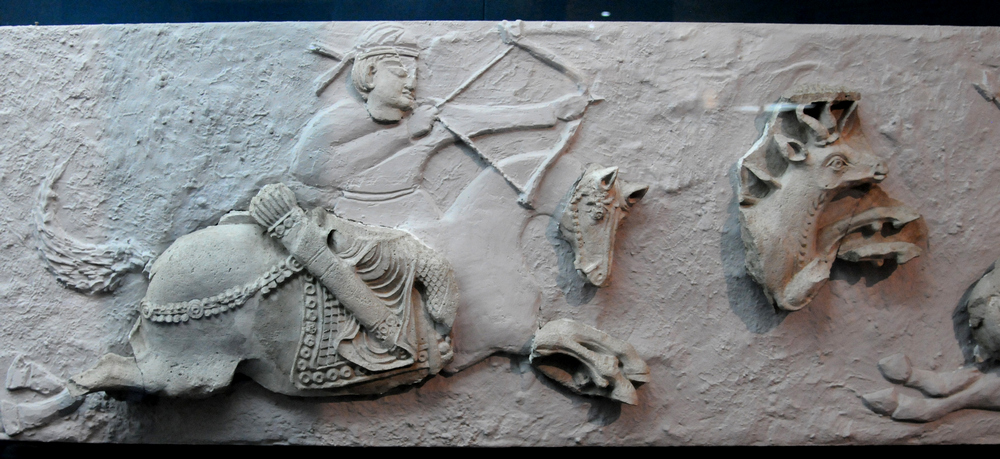
نقش برجسته یک شکارچی، سده پنجم تا هفتم میلادی، ورخشه. موزه دولتی تاریخ ازبکستان
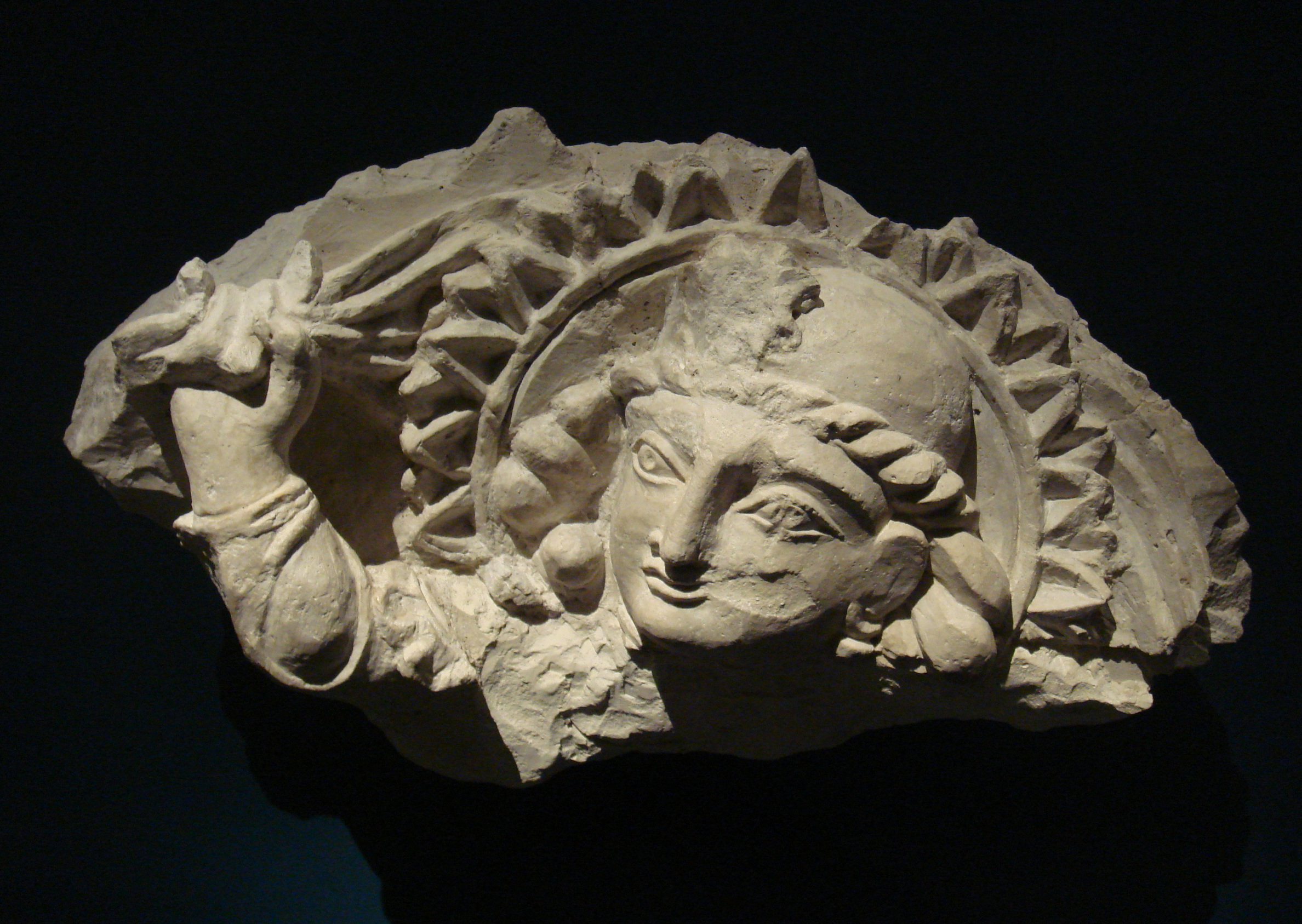
نقش برجسته، ورخشه، پایان سده هشتم میلادی.

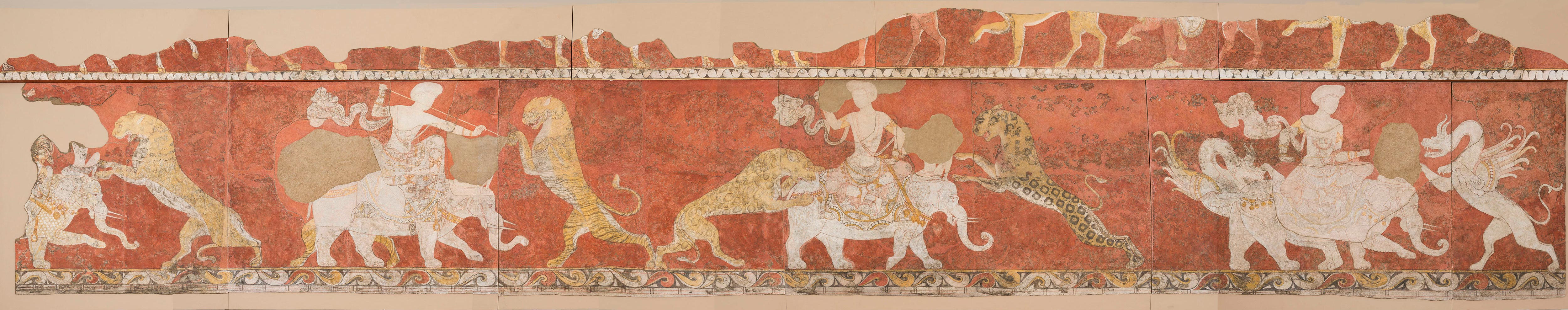
نقاشی‌های دیواری در کاخ ورخشه که در موزه ارمیتاژ نگه‌داری می‌شود.